# Haarlemmertrekvaart (Amsterdam)
De Haarlemmertrekvaart is een in 1631 aangelegde waterweg tussen Amsterdam en Haarlem.
Tot in het begin van de 17e eeuw liep de belangrijkste vaarweg van Amsterdam naar Haarlem over het IJ. De landweg liep tot het begin van de 16e eeuw via Sloten en Vijfhuizen. Toen deze landverbinding door het Haarlemmermeer was weggespoeld bleef over land alleen de route over de bochtige Spaarndammerdijk over.
In 1631 besloten de steden Amsterdam en Haarlem om een trekvaart tussen beide steden aan te leggen. Dit was de eerste trekvaart in Holland. In Vlaanderen waren er al dergelijke vaarwegen.
De vaart werd in een vrijwel rechte lijn gegraven tussen de Haarlemmerpoort in Amsterdam en de Amsterdamse Poort in Haarlem waar de vaart de naam Amsterdamsevaart had. In 1632 was de vaart gereed en kon de dienst met trekschuiten van start gaan.
Langs de trekvaart was een jaagpad aangelegd. Dit werd in 1762 van wegverharding voorzien. Dit was het begin van de Haarlemmerweg.
De trekschuit was de meest comfortabele, regelmatige en betrouwbare vorm van transport in de Nederlanden in de 17e en 18e eeuw. Alleen tijdens vorstperioden in de winter was het vervoer gestremd. In de rest van het jaar was er een frequente dienst. Halverwege de beide steden, in Houtrijk en Polanen, was de vaart onderbroken door de uitwateringssluizen van het Hoogheemraadschap van Rijnland. Hier moesten de reizigers overstappen. Er ontstond een buurtschap met herbergen en dergelijke. Dit werd later het dorp Halfweg.
Nog enige tijd na de opening van de spoorlijn in 1839 bleven de trekschuiten varen, maar dit vervoermiddel moest het na enige tijd toch afleggen tegen de snellere trein. Regelmatig scheepvaartverkeer is er niet meer sinds 1883, maar de trekvaart heeft nog wel een functie in de waterhuishouding. Zo is het gedeelte tussen Halfweg en het Westerpark in Amsterdam nog steeds een boezemwater van het Hoogheemraadschap van Rijnland. Ter hoogte van de Van Slingelandtstraat ligt sinds 1884 de Schutsluis Haarlemmervaart, tussen het water op stadsboezempeil en Rijnlands Peil.